# Anna Athanasiadou
Anna Athanasiadou (* 13. Februar 1981) ist eine griechische Gewichtheberin.

## Werdegang
Athanasiadou erreichte bei den Europameisterschaften 2005 den elften Platz in der Klasse bis 53 kg. 2006 war sie bei den Europameisterschaften Achte im Reißen, hatte aber im Stoßen keinen gültigen Versuch. Auch bei den Europameisterschaften 2007 glückte ihr kein Versuch. Im selben Jahr nahm sie zum ersten Mal an den Weltmeisterschaften teil, bei denen sie Zwölfte wurde. Bei einer Trainingskontrolle wurde Athanasiadou 2008 wie auch zehn weitere Mitglieder der griechischen Nationalmannschaft positiv getestet und anschließend für zwei Jahre gesperrt. Nach ihrer Sperre erreichte sie bei den Europameisterschaften 2011 den zehnten Platz in der Klasse bis 48 kg. Bei den Mittelmeerspielen 2013 wurde sie Fünfte in der Klasse bis 53 kg.